# Полилинейна алгебра
В алгебрата, полилинейната алгебра или многолинейна алгебра е екстензия на линейната алгебра, изучаваща полилинейни модули (виж също пръстенови модули и псевдопръстен в аналитичната алгебра и математическият анализ) и подлежащите им функции и изображения на няколко променливи.
Линейната алгебра е построена на концепцията за вектор и се развива върху теорията за векторните пространства, многолинейната алгебра надстроява, използвайки концепцията за p-вектора, p-векторни пространство (виж още Грасманова алгебра или още екстериорна алгебра)
Името произлиза от определението на полилинейните изображения, т.е. това са функции, линейни по всяка една от променливите си. В Грасмановата алгебра това са билинейните, полиуспоредните и квадратични форми, или дори 3D векторни фигури.
Основна роля в полилинейната алгебра за математическия анализ играят тензорното произведение, тензорите върху векторни пространства.

## Основни понятия
Нека {\displaystyle M_{1},M_{2},...,M_{k},M,N} са {\displaystyle R}-модули, където {\displaystyle R} е комутативен пръстен с единица. Нека {\displaystyle \phi :M_{1}\times M_{2}\times \ldots \times M_{k}\mapsto M} е изображение от декартовото произведение {\displaystyle M_{1}\times M_{2}\times \ldots \times M_{k}} върху {\displaystyle M}.
Изображението {\displaystyle \phi } ще наричаме полилинейно изображение ако е изпълнено
{\displaystyle {\begin{aligned}\phi (m_{1},\ldots ,m_{i-1},am_{i_{1}}+bm_{i_{2}},m_{i+1},\ldots ,m_{k})=\\=a\phi (m_{1},\ldots ,m_{i-1},m_{i_{1}},m_{i+1},\ldots ,m_{k})+b\phi (m_{1},\ldots ,m_{i-1},m_{i_{2}},m_{i+1},\ldots ,m_{k}),\forall a,b\in R,m_{i}\in M_{i}.\end{aligned}}}
Основна задача в мултилинейната алгебра е изучаването на полилинейни изображения да се сведе до изучаване на линейни изображения. При дадени {\displaystyle M} и {\displaystyle \phi } и някое полилинейно изображение {\displaystyle \psi :M_{1}\times M_{2}\times \ldots \times M_{k}\mapsto N}, да се намери единствен хомоморфизъм {\displaystyle f:M\mapsto N}, такъв че: {\displaystyle f\circ \phi =\psi }. Тогава записваме {\displaystyle M=M_{1}\otimes _{R}M_{2}\otimes _{R}\ldots \otimes _{R}M_{k}} и {\displaystyle \phi (m_{1},m_{2},\ldots ,m_{k})=m_{1}\otimes _{R}m_{2}\otimes _{R}\ldots \otimes _{R}m_{k}}. Произведението {\displaystyle M=M_{1}\otimes _{R}M_{2}\otimes _{R}\ldots \otimes _{R}M_{k}} наричаме тензорно произведение на {\displaystyle M_{1},M_{2},...,M_{k}} относно {\displaystyle R}.

## В геометрията
В някои аспекти полилинейната алгебра е вид геометрична алгебра. В математиката геометрична алгебра (geometric algebra, GA) на векторно пространство (space) е алгебра над математическо поле.

## Виж още
- Хиперкомплексни числа